# 鳥越けい子
鳥越 けい子（とりごえ けいこ、1955年 - ）は、日本のサウンドスケープ研究家、青山学院大学総合文化政策学部教授、髙島屋社外取締役である。

## 概要
1955年生まれ。元聖心女子大学教授、芸術文化学博士。専門は環境文化学（特にサウンドスケープ）、芸術学（音楽学）、環境美学、環境芸術、環境デザイン、都市文化論である。「音風景」の観点から地域・都市開発や日本各地の「音文化」を研究している。各地域が持つ文化や生活文化を保全、継承するために、ワークショップなども手がける。日本サウンドスケープ協会常務理事、日本フィンランドデザイン協会理事を務める。また、学会としては日本音楽学会 、日本美学会 、日本カナダ学会 、日本ポピュラー音楽学会などに所属する。社会的活動としては、文京区景観審議会委員、神奈川県藤沢市景観審議会委員、青梅市景観懇談会委員などを務める。2014年5月20日株式会社髙島屋社外取締役。愛猫家として知られ、現在の飼い猫は兵庫県西宮市出身のアリストパネスである。

## 学歴
- 東京芸術大学音楽学部楽理科卒業
- ヨーク大学 (カナダ)芸術学部音楽科音楽学専攻修士課程修了（Master of Fine Arts ）
- 東京芸術大学大学院音楽研究科音楽学専攻修士課程修了（芸術学修士号）
- 大阪芸術大学論文博士号取得（芸術文化学博士）

## 主な著書
- 「サウンドスケープ［その思想と実践］ 」1997、鹿島出版会
- 「現代のエスプリ354：サウンドスケープ」1997、共著、至文堂
- 「波の記譜法-環境音楽とはなにか」1986、共著、時事通信社